# Afognak
Afognak (en Alutiiq: Agw’aneq; en rus: Афогнак) és una illa de l'arxipèlag Kodiak. Es troba 5 km al nord de l'illa Kodiak, a l'estat estatunidenc d'Alaska. Fa 69 km de llargada per 37 km d'amplada i una superfície de 1.812,58 km², cosa que la converteix en la 18a illa més gran dels Estats Units. La costa està dividida per moltes badies llargues i estretes. El punt més alt es troba a 776 msnm. L'any 2000 hi havia 169 habitants a l'illa.
En els seus densos boscos d'avets hi viu l'ós de Kodiak, uapití de Roosevelt i cérvols de Sitka.